# Up on Cripple Creek
«Up on Cripple Creek» es una canción compuesta por el músico canadiense Robbie Robertson y publicada en el segundo álbum de estudio homónimo de The Band, en 1969, y como sencillo el mismo año. El sencillo alcanzó el puesto 25 de las listas de Billboard.
La canción hace referencia a Cripple Creek, en el Estado de Colorado, lugar asociado con la minería desde la fiebre del oro de los años 80.
Una actuación en directo de "Up on Cripple Creek" aparece en la película de Martin Scorsese El último vals, así como en la banda sonora del largometraje. Además, la canción aparece en el álbum de Bob Dylan Before the Flood, realizado conjuntamente con The Band durante la gira de 1974.

## Personal
- Rick Danko: bajo y coros
- Levon Helm: batería y voz
- Garth Hudson: clavinet y órgano
- Richard Manuel: piano y coros
- Robbie Robertson: guitarra eléctrica

## Versiones
«Up on Cripple Creek» fue versionada por The Oak Ridge Boys en su álbum Bobbie Sue.